# 柳枝关帝庙
柳枝关帝庙位于中国陕西省渭南韩城市西庄镇柳枝村，已列为全国重点文物保护单位。

## 历史
柳枝关帝庙始建于明嘉靖十四年（1535年）。明万历四十七年（1619年）、清康熙三十八年（1699年）、清乾隆五十二年（1787年）重修。1949年以后由村小学占用。牌坊、戏台分别于1958年、1978年拆除。2015年、2018年维修。

## 建筑
柳枝关帝庙坐北朝南，现存献殿、正殿两座主体建筑以及娘娘庙、华佗庙两座配列建筑。
- 献殿：悬山顶，琉璃脊饰，面阔三间，进深四椽。斗拱为六铺作双昂。
- 正殿：悬山顶，面阔三间。
- 娘娘庙：坐西向东，悬山顶。面阔三间，进深四椽。
- 华佗庙，悬山顶，面阔三间，进深四椽，有斗拱铺作。

## 保护
1998年，柳枝关帝庙被韩城市人民政府公布为市级重点文物保护单位。
2008年9月16日，柳枝关帝庙被陕西省人民政府公布为第五批陕西省文物保护单位，编号5-3-21。
2019年10月16日，柳枝关帝庙由中华人民共和国国务院公布为第八批全国重点文物保护单位，编号8-0465-3-268。